# 洛瑞 (南达科他州)
洛瑞（英語：Lowry），是美国南达科他州下属的一座城市。根据2010年美国人口普查，该市有人口6人。论人口在本州排行第307。